# Distretto di Frýdek-Místek
Il distretto di Frýdek-Místek (in ceco okres Frýdek-Místek) è un distretto della Repubblica Ceca nella regione di Moravia-Slesia. Il capoluogo di distretto è la città di Frýdek-Místek.

## Geografia antropica
Il distretto conta 72 comuni:

### Città
- Brušperk
- Frýdek-Místek
- Frýdlant nad Ostravicí
- Jablunkov
- Paskov
- Třinec

### Comuni mercato
- Il distretto non comprende comuni con status di comune mercato.

### Comuni
- Baška
- Bílá
- Bocanovice
- Bruzovice
- Bukovec
- Bystřice
- Čeladná
- Dobrá
- Dobratice
- Dolní Domaslavice
- Dolní Lomná
- Dolní Tošanovice
- Fryčovice
- Hnojník
- Horní Domaslavice
- Horní Lomná
- Horní Tošanovice
- Hrádek
- Hrčava
- Hukvaldy
- Janovice
- Kaňovice
- Komorní Lhotka
- Košařiska
- Kozlovice
- Krásná
- Krmelín
- Kunčice pod Ondřejníkem
- Lhotka
- Lučina
- Malenovice
- Metylovice
- Milíkov
- Morávka
- Mosty u Jablunkova
- Návsí
- Nižní Lhoty
- Nošovice
- Nýdek
- Ostravice
- Palkovice
- Pazderna
- Písečná
- Písek
- Pražmo
- Pržno
- Pstruží
- Raškovice
- Ropice
- Řeka
- Řepiště
- Sedliště
- Smilovice
- Soběšovice
- Staré Hamry
- Staré Město
- Staříč
- Střítež
- Sviadnov
- Třanovice
- Vělopolí
- Vendryně
- Vojkovice
- Vyšní Lhoty
- Žabeň
- Žermanice